# Philippe Vigier
Philippe Vigier (n. 3 februarie 1958, Valence, Franța) este un om politic francez.
A fost primar al localității Cloyes-sur-le-Loir între 2001 și 2017 și deputat al celei de-a patra circumscripții din Eure-et-Loir începând din 2007. A fost membru, pe rând, al Uniunii pentru Democrație Franceză, al formațiunii Les Centristes, al Uniunii Democraților și Independenților (UDI), iar ulterior al Mișcării Democrate (MoDem).
Între 20 iulie 2023 și 11 ianuarie 2024 a ocupat funcția de ministru delegat pentru Teritoriile de peste mări, în subordinea ministrului de Interne și al Teritoriilor de peste mări, Gérald Darmanin⁠(d), în guvernul Élisabeth Borne.

## Parcurs politic
Fost membru al Uniunii pentru Democrație Franceză (UDF), Philippe Vigier a fost supleantul lui Maurice Dousset la alegerile legislative din 1997. A fost consilier regional în regiunea Centru între 1995 și 2014, primar al localității Cloyes (Eure-et-Loir) între 2001 și 2017 și deputat al celei de-a patra circumscripții din Eure-et-Loir începând din 2007.
La nivel național, a fost secretar general al partidului Nouveau Centre între iulie 2011 și aprilie 2014, precum și purtător de cuvânt al Uniunii Democraților și Independenților (UDI) începând cu 18 septembrie 2012. La 15 aprilie 2014, a fost ales președinte al grupului UDI din Adunarea Națională, în locul lui Jean-Louis Borloo, care a renunțat la funcții și mandate din motive de sănătate. A obținut 16 voturi, față de 12 pentru contracandidatul său, François Sauvadet (și un vot alb).
Desemnat cap de listă al uniunii dintre dreapta și centru pentru alegerile regionale din 2015 în regiunea Centru-Val de Loire, a fost învins de François Bonneau⁠(d) (PS), președintele în funcție al consiliului regional, într-o competiție în trei cu Philippe Loiseau (FN).
În anii 2015–2016, a creat la Châteaudun Campusul „Les Champs du Possible”, dedicat agriculturii și digitalizării; acest centru a fost redenumit Xavier-Beulin în septembrie 2017.
L-a susținut pe Alain Juppé la alegerile primare ale partidului Les Républicains din 2016. După înfrângerea acestuia, a devenit unul dintre purtătorii de cuvânt ai lui François Fillon în campania prezidențială.
Philippe Vigier a părăsit grupul UDI, Agir și independenți în octombrie 2018 pentru a fonda grupul Libertés et territoires, pe care l-a coprezidat împreună cu Bertrand Pancher până în septembrie 2020, când, împreună cu alți doi deputați, s-a alăturat grupului MoDem. A intrat astfel în majoritate la doar câteva săptămâni după ce îi trimisese o scrisoare președintelui Adunării Naționale, Richard Ferrand⁠(d), în care îi comunica faptul că grupul Libertés et territoires se declara „aparținând opoziției”.
Ca lider al grupului MoDem în dezbaterile privind reforma pensiilor, Philippe Vigier a propus creșterea duratei săptămânii de muncă pentru a genera mai multe contribuții sociale. Ideea sa era de „a munci puțin mai mult, după modelul zilei de solidaritate, care astăzi nu mai generează dezbateri”.
La 20 iulie 2023 a fost numit ministru delegat pentru Teritoriile de peste mări, în subordinea ministrului de Interne și al Teritoriilor de peste mări, Gérald Darmanin⁠(d), în guvernul Élisabeth Borne, înlocuindu-l pe Jean-François Carenco⁠(d). Nu a fost reconfirmat în funcție cu ocazia remanierii guvernamentale din 11 ianuarie 2024. Totuși, potrivit Mediapart, fostul ministru a continuat să beneficieze de o locuință de serviciu și de un autoturism cu șofer, organizând totodată „cine private” în incinta ministerului.

## Mandate electorale
- 1995–1998: viceprimar al orașului Châteaudun;
- 1995–2014: consilier regional al regiunii Centru (astăzi Centru-Val de Loire). Demisionează din cauza cumulului de mandate[21];
- 2001–2017: primar al comunei Cloyes-sur-le-Loir;
- 2001–2016: președinte al comunității de comune Trois-Rivières (Trei Râuri);
- Din 2001: președinte al sindicatului teritorial Pays Dunois;
- Din 2007: deputat al celei de-a patra circumscripții din Eure-et-Loir;
- Din 2021: consilier regional al regiunii Centru-Val de Loire.

În iunie 2007 a fost candidat la alegerile legislative alături de Marc Guerrini, primarul comunei Voves, în calitate de supleant.
La 8 mai 2007, după retragerea candidatului UMP, Alain Venot, își confirmă sprijinul pentru majoritatea prezidențială a lui Nicolas Sarkozy, după ce îl susținuse pe François Bayrou în primul tur al alegerilor prezidențiale, semnând împreună cu alți 22 de deputați UDF un apel în cotidianul Le Figaro pentru o alianță cu UMP. La 1 iunie 2007, demisionează din funcția de președinte al grupului UDF din consiliul regional Centru. Candidat în a patra circumscripție la alegerile legislative din iunie 2007, îl alege pe Marc Guerrini ca supleant și a fost ales din primul tur cu 57,12 % din voturi.
La alegerile regionale din martie 2010 a fost cap de listă departamentală în Eure-et-Loir pentru lista UMP-Nouveau Centre condusă de Hervé Novelli.
În iunie 2012, susținut de UMP și Nouveau Centre în a patra circumscripție, a fost reales din primul tur cu 50,72 % din voturi. În iunie 2017, susținut de Les Républicains și UDI, a fost reales în turul al doilea cu 70,38 % din voturi.

## Alte responsabilități politice
- 2001–2007: membru al comitetului executiv național al UDF;
- 2002–2007: președinte al federației UDF din Eure-et-Loir;
- 2008: președinte al partidului Nouveau Centre în Eure-et-Loir;
- 2008–2011: secretar general adjunct și purtător de cuvânt al Nouveau Centre;
- 2011–2014: secretar general și purtător de cuvânt al Nouveau Centre;
- 2013–2017: președinte al UDI în Eure-et-Loir.

Când Yvan Lachaud a fost ales președinte al grupului Nouveau Centre în Adunarea Națională, acesta a renunțat la funcțiile executive din cadrul partidului. Philippe Vigier, care îi fusese adjunct până atunci, l-a înlocuit în funcția de secretar general, păstrând totodată și mandatul de purtător de cuvânt al formațiunii.